# Spizella passerina
Spizella passerina là một loài chim trong họ Emberizidae.